# Russell Group
Russell Group je sdružení dvaceti čtyř veřejných výzkumných univerzit ve Spojeném království. Skupina má sídlo v Cambridge a byla založena v roce 1994, aby zastupovala zájmy svých členů, především před vládou a parlamentem. Členové skupiny jsou často vnímáni jako ekvivalent americké Ivy League, a jsou považovány za nejprestižnější univerzity Spojeného království.
Od roku 2017 dostávají členové Russell Group více než tři čtvrtiny všech univerzitních výzkumných grantů a kontraktů ve Spojeném království. Patnáct z šestnácti Britských univerzit které jsou v žebříčku Times Higher Education TOP 100, jsou členy skupiny. Jejich absolventi zastávají 61 % všech pracovních míst které vyžadují vysokoškolské vzdělání ve Spojeném království, přestože tvoří pouze 17 % všech absolventů vysokoškolského vzdělávání. Členové Russell Group udělují 60 % všech doktorátů získaných ve Spojeném království. V rámci „Research Excellence Framework“ v roce 2021 představovaly univerzity Russell Group 65 % veškerého předního světového výzkumu prováděného ve Spojeném království (4*), a 91 % výzkumu v rámci Russell Group bylo posouzeno jako nejlepší na světě (4*) nebo jako výjimečný (3*). Z 21 univerzit Russell Group, které byly hodnoceny vládním „Teaching Excellence and Student Outcomes Framework“ (TEF), je 10 držitelem zlatých ocenění (48 %), 10 stříbrných (48 %) a jedna bronzová (5 %).
Russell Group je pojmenována podle místa konání prvních neformálních setkání skupiny, která se konala v hotelu Russell na Russell Square v Londýně.

## Členové
Russell Group má v současné době dvacet čtyři členů, z nichž dvacet je z Anglie, dva ze Skotska a po jednom z Walesu a Severního Irska. Z anglických členů je pět z oblasti Velkého Londýna; tři z oblasti Yorkshire a Humber; dva z každého z regionů North East, North West, West Midlands, South West a South East; a jeden z každého regionu East Midlands a East.
Níže uvedená tabulka uvádí členy skupiny, spolu s tím, kdy se připojili, a jejich TEF ocenění výuky.
| Univerzita                       | Datum připojení | TEF ocenění |
| -------------------------------- | --------------- | ----------- |
| University of Birmingham         | 1994            | Zlaté       |
| University of Bristol            | 1994            | Stříbrné    |
| University of Cambridge          | 1994            | Zlaté       |
| Cardiff University               | 1998            | Stříbrné    |
| Durham University                | 2012            | Zlaté       |
| University of Edinburgh          | 1994            | N/A         |
| University of Exeter             | 2012            | Zlaté       |
| University of Glasgow            | 1994            | N/A         |
| Imperial College London          | 1994            | Zlaté       |
| King's College London‡           | 1998            | Stříbrné    |
| University of Leeds              | 1994            | Zlaté       |
| University of Liverpool          | 1994            | Zlaté       |
| London School of Economics‡      | 1994            | Bronzové    |
| University of Manchester         | 1994            | Stříbrné    |
| Newcastle University             | 1994            | Zlaté       |
| University of Nottingham         | 1994            | Zlaté       |
| University of Oxford             | 1994            | Zlaté       |
| Queen Mary University of London‡ | 2012            | Stříbrné    |
| Queen's University Belfast       | 2006            | N/A         |
| University of Sheffield          | 1994            | Stříbrné    |
| University of Southampton        | 1994            | Stříbrné    |
| University College London‡       | 1994            | Stříbrné    |
| University of Warwick            | 1994            | Stříbrné    |
| University of York               | 2012            | Zlaté       |